# Kostervig Gods
Kostervig Gods er på 213 hektar og beliggende ved Kostervig, der blev inddæmmet i 1872-1874. Godset ligger i Damsholte Sogn i Vordingborg Kommune.

## Ejere af Kostervig
- (1874-1885) Peter Adolph Tutein
- (1885-1888) Enkefru Tutein
- (1888-1927) Hemming Vilhelm greve Moltke
- (1927-1932) Clara Schnack gift Moltke
- (1932-1938) Martin Nymann / Jens Nymann
- (1938-1956) Peter Nymann / Knud Nymann
- (1956-1970) Knud Nymann
- (1970-2000) Peter Henning Nymann
- (2000-) Kostervig ApS